# Atractocarpus cucumicarpus
Atractocarpus cucumicarpus är en måreväxtart som beskrevs av Spencer Le Marchant Moore. Atractocarpus cucumicarpus ingår i släktet Atractocarpus och familjen måreväxter.
Artens utbredningsområde är Nya Kaledonien. Inga underarter finns listade i Catalogue of Life.